# 君は100%
「君は100%」（きみはひゃくパーセント）は、日本のロックバンド・ポルノグラフィティの31作目のシングル。2010年10月27日にSME Recordsから発売された。

## 概要
- アルバム『∠TRIGGER』から約7か月ぶりの新作。シングルとしては「瞳の奥をのぞかせて」（同年2月10日）以来約8か月ぶりに発売された、2010年第2弾シングル。
- 「この胸を、愛を射よ」以来5作振りとなるノンタイアップ作品であったためか、（オリコン集計による）初動・累計売上は前作を下回った。
- 2012年1月25日、ソニー・ミュージックによりYouTubeにポルノグラフィティの公式チャンネルが開設され、「君は100%」のビデオクリップが公開された[1][2][3]。
- このシングルだけ二人の顔写真がない。

## 収録曲
1. 君は100% [4:05]
  - 作詞・作曲：岡野昭仁、編曲：ak.homma・Porno Graffitti

疾走感あるメロディと未来を予感させる前向きな世界観[1]の歌詞はキャッチーでシンプルな、すべての人に向けたポジティブな応援歌[1][4]。
「アップテンポ」をコンセプトに作られた曲で、ライヴツアー『11th LIVE CIRCUIT “∠ TARGET”』の後半で初めて披露された。元々はソカのリズムを採り入れた曲であったが、シングルの候補になった際に“ポルノ”らしさ（ポピュラリティ）”を求めたところ、現在の形になった（ドンドコドラムはその名残である）[5][6]。
タイトルは昭仁とスタッフが悩んでいたところに「これくらい弾けちゃえば？」と晴一が提案しそのまま採用された[7]。
ビデオクリップでは、演奏とともにパーセンテージ（%）が「0%」から「100%」へとなっていく（ダウンロードのような）中で演奏するという、シンプルな形になっている[1]。
2010年10月29日放送の『ミュージックステーション』でテレビ初披露。同年12月31日の『第61回NHK紅白歌合戦』でも披露されたが、「スカイツリー楽しみっす！」という一言に気を取られて1コーラス目の最後で歌詞を間違えてしまい、曲の途中と演奏終了後に昭仁が謝罪する一幕があった[8]。後日それを観ていた東京スカイツリーの関係者からグッズが昭仁宛に届けられたという[9]。
2. 煙 [4:04]
  - 作詞・作曲：新藤晴一、編曲：tasuku・Porno Graffitti

ak.hommaが編曲に参加していない楽曲のひとつである。この共同アレンジは、後の「2012Spark」へとつながった[10]。
3. GET IT ON [4:41]
  - 作詞・作曲：Marc Bolan、編曲：ak.homma・Porno Graffitti

T・レックスのアルバム『電気の武者』の収録曲「Get It On」のカバー（CMでのクレジットや配信限定時代のタイトルは原曲と同様であった）。
ポルノグラフィティ名義のCD作品にカバー曲が収録されるのは初である。

## 収録アルバム
- PANORAMA PORNO (#1)
- PORNOGRAFFITTI 15th Anniversary "ALL TIME SINGLES" (#1)

## タイアップ
- ペプシコーラ「ペプシネックス」CMソング（#3）[11]